# 上海鐵道賓館
上海鐵道賓館，是上海市的一座歷史建築，位於寧波路588號，修建於1930年，舊稱「中國飯店」或「中國大飯店」。這座建築是上海市第四批優秀歷史建築，现由上海局集团上铁文旅传媒集团实际使用，曾为上海铁路局贵州路招待所，1990年新客站上海铁路大厦启用后更名为第一招待所。目前属于空置状态。